# Desmognathus marmoratus
Desmognathus marmoratus (tên tiếng Anh: Shovelnose Salamander) là một loài kỳ giông thuộc họ Plethodontidae.
Đây là loài đặc hữu của Hoa Kỳ.
Môi trường sống tự nhiên của chúng là rừng ôn đới, sông ngòi, sông có nước theo mùa, và suối nước ngọt.
Chúng hiện đang bị đe dọa vì mất môi trường sống.